# Exit (фестиваль)
Exit (відомий також як State of Exit) — щорічний літній фестиваль у Петроварадинській фортеці Нового Саду (Воєводина, Сербія). Він відбувається щороку з 2000 і зазвичай триває чотири дні (з 2003).
Фестиваль започаткували троє студентів з Нового Саду: Душан Ковацевич, Боян Бошкович та Іван Мілівоєв. Відтак у 2000-01 роках його організовувала Студентська спілка Факультету технічних наук Новосадського університету.
2007 року UK Festival Awards спільно з Yourope (Європейська асоціація 40 найбільших фестивалів) нагородили Exit титулом Найкращий фестиваль Європи, відповідно до результатів відкритого голосування, що тривало впродовж місяця.